# Taxi (sitcom)
Taxi è una serie televisiva statunitense in 114 episodi trasmessi per la prima volta nel corso di 5 stagioni dal 1978 al 1983.

## Trama
La serie si concentra sulla vita quotidiana di un gruppo di tassisti di New York e sul direttore della Sunshine Cab Company, la compagnia di taxi, Louie De Palma, interpretato da Danny DeVito. Fra i tassisti, solo Alex Rieger, deluso dalla vita, considera quella di tassista la sua professione. Gli altri lo vedono come un lavoro temporaneo che possono lasciarsi alle spalle non appena avranno successo nella carriera che ognuno di loro ha come obiettivo. Elaine Nardo è una receptionist presso una galleria d'arte. Tony Banta è un pugile con un record da perdente. Bobby Wheeler è un attore in difficoltà. Tutti cercano di aiutare "Reverend Jim" Ignatowski, un ex hippy bruciato dalla droga, a diventare un tassista.
Nel corso della serie la Sunshine Cab Company passa attraverso due proprietari. Essi lavorano al piano sopra al garage in cui i tassisti parcheggiano le vetture e sono indicati, ma raramente si vedono: Ed McKenzie (che appare in un episodio, interpretato da Stephen Elliott), e Ben Ratlidge (anch'egli appare solo in un episodio, interpretato da Allen Garfield).
Nonostante l'umorismo demenziale, Taxi spesso affronta questioni drammatiche come la tossicodipendenza, la cecità, l'obesità, gli abusi sugli animali, la bisessualità, gli adolescenti scappati di casa, matrimoni falliti, molestie sessuali, dipendenza dal gioco d'azzardo e la perdita di una persona cara.

## Personaggi
- Alex Reiger (114 episodi, 1978-1983), interpretato da Judd Hirsch.
Prima lavorava in un ufficio, con buone possibilità di progresso, ma poi ha perso il lavoro a causa del suo rifiuto di seguire la linea aziendale. Era sposato con Phyllis Bornstein (Louise Lasser), e quando lei gli aveva chiesto il divorzio a causa della sua mancanza di ambizione lui aveva cercato l'affidamento esclusivo della loro figlia, Cathy. Ha un padre donnaiolo, Joe (Jack Gilford). Alex è un giocatore d'azzardo compulsivo recuperato, anche se ha una ricaduta in un episodio.
- Louie De Palma (114 episodi, 1978-1983), interpretato da Danny DeVito, il direttore della compagnia.
Trascorre la maggior parte del tempo all'interno del suo ufficio/gabbiotto nel garage "combattendo" con i tassisti.
- Elaine O'Connor-Nardo (114 episodi, 1978-1983), interpretata da Marilu Henner.
Elaine è una madre divorziata di due figli, che lotta per realizzare le sue ambizioni nel campo delle gallerie d'arte; è l'oggetto del desiderio di Louie.
- Tony Banta (114 episodi, 1978-1983), interpretato da Tony Danza.
- Jeff Bennett (114 episodi, 1978-1983), interpretato da	J. Alan Thomas.
- Reverend Jim Ignatowski (84 episodi, 1978-1983), interpretato da Christopher Lloyd.
Ex hippie degli anni'60, Jim vive in un mondo tutto suo. Una volta era un gran lavoratore e serio studente presso l'università di Harvard, con un padre molto ricco (Victor Buono), ma poi era caduto nella spirale della droga. Il suo cognome era in origine Caldwell, l'ha cambiato in Ignatowski. I tassisti lo aiutano, in un episodio, a superare un esame scritto per diventare uno di loro. Di tanto in tanto mostra talenti inaspettati, come ad esempio le sue doti nel suonare magistralmente il pianoforte. TV Guide ha inserito Ignatowski al 32º posto nella lista dei 50 più grandi personaggi televisivi.
- Latka Gravas (79 episodi, 1978-1983), interpretato da Andy Kaufman, il meccanico della compagnia di taxi.
- Bobby Wheeler (55 episodi, 1978-1982), interpretato da	Jeff Conaway.
Bobby è un superficiale attore presuntuoso le cui pretese sono il bersaglio preferito di Louie.
- John Burns (22 episodi, 1978-1979), interpretato da Randall Carver.
- Tommy Jeffries (19 episodi, 1979-1983), interpretato da T.J. Castronova.
- Simka Dahblitz-Gravas (16 episodi, 1980-1983), interpretata da	Carol Kane.
- Zena Sherman (6 episodi, 1978-1982), interpretata da Rhea Perlman.
- tassista (5 episodi, 1982-1983), interpretato da Al Rosen.
- Se stesso (4 episodi, 1981-1983), interpretato da Jimmy Lennon Sr.
- Boxing Fan (3 episodi, 1978-1982), interpretato da Ed. Weinberger.
- Greta Gravas (3 episodi, 1979-1982), interpretata da Susan Kellermann.
- Phyllis Bornstein Consuelos (3 episodi, 1980-1982), interpretato da Louise Lasser.
- Jennifer (3 episodi, 1982-1983), interpretata da Melanie Gaffin.
- Jason (3 episodi, 1982-1983), interpretato da David Mendenhall.
- reverendo Gorky (3 episodi, 1982-1983), interpretato da Vincent Schiavelli.

## Guest star
Ruth Gordon, Eileen Brennan, Marcia Wallace, Penny Marshall, Ted Danson, Jeffrey Tambor, Martin Mull, Hervé Villechaize, Wallace Shawn, Tom Selleck, Talia Balsam, Victor Buono, Mandy Patinkin, Julie Kavner, Jimmy Lennon, Wally "Famous" Amos, Al Lewis, George Wendt, Craig T. Nelson, Tom Ewell, Dick Butkus, Dee Wallace, Lenny Baker, Lassie, Martin Short, Paul Sand, Ernie Hudson, Vincent Schiavelli, Dr. Joyce Brothers, Tom Hanks, Dick Sargent, Carlos Palomino e Mark Blankfield.

## Premi

### Emmy Award
- Miglior serie comica (1979-1981)
- Miglior attore protagonista in una serie comica - Judd Hirsch (1981, 1983)
- Migliore guest star in una serie comica - Ruth Gordon (1979)
- Miglior attrice protagonista in una serie comica - Carol Kane (1982)
- Miglior attrice non protagonista in una serie comica - Carol Kane (1983)
- Miglior attore non protagonista in una serie comica - Danny DeVito (1981)
- Miglior attore non protagonista in una serie comica - Christopher Lloyd (1982, 1983)
- Miglior regista in una serie comica - James Burrows (1980, 1981)
- Miglior sceneggiatura in una serie comica - Michael J. Leeson (1981)
- Miglior sceneggiatura in una serie comica - Ken Estin (1982)
- Miglior montaggio in una serie comica - M. Pam Blumenthal (1979-81), Jack Michon (1981)

### Golden Globe Award
- Miglior serie televisiva comica (1979-1981)
- Miglior attore TV di supporto - Danny DeVito (1980)

In generale, Taxi è stato acclamato dalla critica ed è stato un successo durante le sue prime due stagioni, insieme ad altri successi come Happy Days, Laverne & Shirley, e Tre cuori in affitto. L'indice di ascolto crollò quando la serie fu spostata da una sicura fascia oraria in fasce più competitive.

## Produzione
La serie, ideata da Ed Weinberger, David Davis, Stan Daniels e James L. Brooks, fu prodotta da John-Charles-Walters Productions e Paramount Television e girata negli studios della Paramount a Los Angeles in California e a New York.

## Colonna sonora
La sigla è stata scritta da Bob James e s'intitola Angela.

### Registi
Tra i registi della serie sono accreditati:
- James Burrows (75 episodi, 1978-1982)
- Noam Pitlik (11 episodi, 1981-1983)
- Michael Zinberg (6 episodi, 1982-1983)
- Richard Sakai (4 episodi, 1982-1983)
- Michael Lessac (3 episodi, 1981-1982)
- Danny DeVito (3 episodi, 1982-1983)
- Howard Storm (2 episodi, 1981)
- Stan Daniels (2 episodi, 1982)
- Harvey Miller (2 episodi, 1983)

## Distribuzione
La serie fu trasmessa negli Stati Uniti dal 1978 al 1982 sulla ABC e dal 1982 al 1983 sulla NBC. In Italia è stata trasmessa su Rai 1.
Alcune delle uscite internazionali sono state:
- negli Stati Uniti il 12 settembre 1978
- nei Paesi Bassi il 4 luglio 1979
- nel Regno Unito il 17 aprile 1980
- in Germania Ovest il 25 giugno 1980
- in Svezia il 11 gennaio 1981
- in Ungheria il 28 febbraio 2000
- in Francia il 13 maggio 2000
- in Italia nel 1985
- in Spagna
- in Brasile (Táxi)

## Episodi
| Stagione         | Episodi | Prima TV USA | Prima TV Italia |
| ---------------- | ------- | ------------ | --------------- |
| Prima stagione   | 22      | 1978-1979    | 1985            |
| Seconda stagione | 24      | 1979-1980    |                 |
| Terza stagione   | 20      | 1980-1981    |                 |
| Quarta stagione  | 24      | 1981-1982    |                 |
| Quinta stagione  | 24      | 1982-1983    |                 |